# Деспина (митологија)
Деспина Деспоина (грч. Δέσποινα) је у грчкој митологији била нимфа. Ово је име које означава „владајућу богињу“ или „господарицу“, такође је епитет Афродите, Деметре и Персефоне.

## Етимологија
Деспина, Деспоина на старогрчком „Δέσποινα“ значи „господарица куће“. У садашњости овај термин се користи за Богородицу, пошто у пренесеном значењу значи и владичица. У Византији се термин деспот користио за бога, цара, архиепископа и митрополите. И у савременој Грчкој митрополите ословљавају са овим термином.

## Митологија
Била је кћерка Посејдона и Деметре и у аркадијском мистериозном култу је поштована као божанство домаћих животиња и плодности и као заштита од њиховог предатора лисисе. Пошто је била поштована много више од Артемиде, њена света животиња је била јелен као еквивалент Артемиди. Њено право име се откривало само приликом иницијације. Наиме, када је ожалошћена Деметра тражила кћерку Персефону, коју је отео Хад, Посејдон је пожелео њену љубав. Како би га избегла, преобразила се у кобилу и сакрила међу коње краља Онка. И Посејдон се преобразио у пастува и оплодио је. Тако су рођени коњ Арион и Деспина, чије име није смело да се изговара. Деспина је изједначавана са Персефоном, Артемидом и Хекатом.

## Култ
Паусанија је извештавао да је у Аркадији (у Ликосури) постојало светилиште посвећено Деспини, где се између осталог налазио њен олтар, као и статуе ње и њене мајке како седе на трону, са хоклицама испод ногу, извајане од једног јединог комада камена. Величине су одговарале приказу Мајке у Атини. Деспина је у крилима држала палицу, а у десној руци некакву кутију. Иза Деспининог храма са десне стране, налазила се дворана где су Аркађани прослављали мистерије, где су великодушно нудили жртве Деспини, коју су поштовали више од других божанстава. Сваки човек је жртвовао шта год да је поседовао, али се жртве нису клале, већ су се исецали и давали комади. Нуђени су и сви плодови воћа осим нара. Иза ове дворане је био гај посвећен овој богињи, окружен каменим зидовима и унутар кога је дрвеће било посађено.